# Cynewulf
Pour les articles homonymes, voir Cynewulf (homonymie).
Œuvres principales
- Crist II
- Elene
- Juliana
- The Fates of the Apostles
- Guthlac B ?

Cynewulf ou Cynwulf est un poète anglais. Il fait partie des rares poètes de la période anglo-saxonne dont le nom est connu.
Quatre poèmes en vieil anglais peuvent lui être attribués avec certitude, car son nom est épelé dans leur texte à l'aide de runes. Il s'agit de Crist II, Elene, The Fates of the Apostles et Juliana. Ce sont tous des poèmes narratifs d'inspiration chrétienne. D'autres poèmes lui ont parfois été attribués sur la base de similarités de style.
Contrairement à d'autres écrivains anglo-saxons tels qu'Alfred le Grand, Bède le Vénérable ou Cædmon, la biographie de Cynewulf est entièrement inconnue. En s'appuyant sur son œuvre, de nombreuses hypothèses ont été avancées concernant sa période d'activité et sa région d'origine. Il a vraisemblablement vécu au IXe siècle en Mercie ou en Northumbrie.

## Œuvre
Les quatre poèmes attribués à Cynewulf sont Crist II et Juliana, préservés dans le Livre d'Exeter, et Elene et The Fates of the Apostles, préservés dans le Livre de Verceil. Ces deux ouvrages ont été rédigés vers l'an 1000, mais les textes qu'ils contiennent sont difficiles à dater. Les titres des poèmes sont ceux qui leur ont été donnés par les éditeurs modernes : ils n'en portent pas dans les manuscrits.
Ces poèmes sont tous d'inspiration chrétienne. Ils s'appuient sur des sources variées, allant de la Bible aux écrits des Pères de l'Église en passant par les hagiographies. Crist II relate l'Ascension de Jésus-Christ, The Fates of the Apostles est un martyrologe des douze apôtres, Juliana raconte l'histoire de la vierge martyre Julienne de Nicomédie et Elene celle d'Hélène, mère de l'empereur Constantin Ier et découvreuse de la Vraie Croix.
Les autres poèmes du Livre d'Exeter et du Livre de Verceil ont parfois été attribués à Cynewulf par les chercheurs du XIXe siècle et du début du XXe siècle, mais leurs hypothèses, souvent fantaisistes, ont été rejetées par leurs successeurs. R. D. Fulk commente : « il n'existe guère de poèmes en vieil anglais qui n'aient pas été attribués à Cynewulf par un chercheur ou un autre au cours du XIXe siècle ». Le seul poème sans signature runique pour lequel une attribution à Cynewulf reste envisagée est Guthlac B, une hagiographie en vers de Guthlac de Croyland qui apparaît dans le Livre d'Exeter. Son vocabulaire rappelle fortement celui de Cynewulf et l'absence de signature runique peut être expliquée par la perte de la fin du texte. Un autre poème du Livre d'Exeter, Le Phénix, présente également des ressemblances stylistiques avec l'œuvre de Cynewulf, mais de manière moins concluante.

## Signature runique
Dans les quatre poèmes attribués à Cynewulf, les runes permettant d'épeler son nom sont insérées au sein du texte qui est rédigé par ailleurs en alphabet latin. Ces « signatures runiques » se trouvent systématiquement vers la fin du poème, dans des passages où le poète invite son lecteur à méditer sur la mort et le Jugement dernier. Il s'agit des runes suivantes :
| Rune             | ᚳ          | ᚣ       | ᚾ          | ᛇ          | ᚹ        | ᚢ         | ᛚ       | ᚠ            |
| Translittération | C ou K     | Y       | N          | E          | W        | U         | L       | F            |
| Nom              | cen        | yr      | ned        | eoh        | wynn     | ūr        | lagu    | feoh         |
| Signification    | « torche » | « arc » | « besoin » | « cheval » | « joie » | « bison » | « mer » | « richesse » |

La rune eoh n'apparaît pas dans Crist II et The Fates of the Apostles, où le nom du poète est donc orthographié Cynwulf. Cette forme alternative n'est pas inhabituelle : elle est bien attestée dans le corpus littéraire vieil-anglais.
La « signature runique » ne se lit pas de la même manière dans les quatre poèmes. Dans Crist II et Elene, les runes sont utilisées en lieu et place des substantifs qui sont leurs noms : cen doit être lue « torche », yr « arc » et ainsi de suite. The Fates of the Apostles suit la même méthode, mais les lettres sont dans le désordre : le F apparaît en premier, suivi de W, U, L, C, Y et N. Dans Juliana, les runes apparaissent dans l'ordre, mais elles sont regroupées en trois séries (CYN, EWU et LF) et doivent être lues comme des lettres et pas comme des substantifs.
Ces signatures runiques ont été identifiées pour la première fois par John Mitchell Kemble en 1840, qui repère leur présence dans Crist II, Elene et Juliana. Arthur Napier (en) ajoute The Fates of the Apostles à la liste en 1888.

## Postérité
Le poème Crist de Cynewulf a inspiré à J. R. R. Tolkien la légende d'Eärendil.

### Éditions
- Colette Stévanovitch (éd.), Le Christ II (L'Ascension), Nancy, Publications de l'AMAES, 2006.
- (en) Robert E. Bjork, The Old English Poems of Cynewulf, Cambridge, Harvard University Press, 2013 (ISBN 978-0-674-07263-3).

### Études
- Marguerite-Marie Dubois, Les éléments latins dans la poésie religieuse de Cynewulf, Paris, Droz, 1942.
- (en) R. D. Fulk, « Cynewulf: Canon, Dialect, and Date », dans Robert E. Bjork (éd.), The Cynewulf Reader, Londres, Routledge, 2001 (ISBN 0-415-93754-X).
- (en) Jane Roberts, « Cynewulf », dans Michael Lapidge, John Blair, Simon Keynes et Donald Scragg (éd.), The Wiley Blackwell Encyclopedia of Anglo-Saxon England, Wiley Blackwell, 2014, 2e éd. (ISBN 978-0-470-65632-7).
- (en) E. G. Stanley, « Cynewulf [Cynwulf, Kynewulf] (fl. 9th cent.) », dans Oxford Dictionary of National Biography, Oxford University Press, 2004 (lire en ligne ).